# Andrena quinquepalpa
Andrena quinquepalpa är en biart som beskrevs av Warncke 1980. Andrena quinquepalpa ingår i släktet sandbin, och familjen grävbin. Inga underarter finns listade i Catalogue of Life.